# Уроки ненависті
«Уроки ненависті» — радянський художній фільм 1983 року, знятий на Литовській кіностудії режисером  Антанасом Мацюлявічюсом.

## Сюжет
1944 рік, окупована фашистами Литва. В одному з сіл розквартирований загін німців, охороняє розташований поруч міст. Перед очима шестирічного Томускаса, сина вчителя сільської школи, проходять знущання, яким піддаються жителі села з боку німців. Одна з ігор дітей, пустощі — вони ховають чоботи німецького солдата, закінчується трагічно…

## У ролях
- Гінтарас Навіцкас — Томукас
- Томас Вайткус — Мартінас, його брат
- Еймунтас Някрошюс — його батько, сільський вчитель
- Еляна Яснаускайте — його мати
- Стасіс Пятронайтіс — Степонайтіс
- Гражина Баландите — подруга німців
- Валентінас Масальскіс — німецький офіцер
- Гедимінас Карка — епізод
- Леонардас Зельчюс — епізод
- Фелікс Ейнас — епізод
- Вільгельмас Вайчекаускас — німецькі солдати
- Антанас Барчас — епізод
- Ірена Тамошюнайте — епізод
- Антанас Жякас — епізод
- Едуардас Кунавічюс — епізод
- Рімвідас Музікявичюс — епізод

## Знімальна група
- Режисер — Антанас Мацюлявічюс
- Сценарист — Ромуальдас Гранаускас
- Оператор — Альгімантас Моцкус
- Композитор — Альгімантас Апанавічюс
- Художник — Альгімантас Шюгжда